# Gregory Baxter
Gregory Baxter (* 4. September 1989 in Calgary) ist ein ehemaliger kanadischer Skispringer.

## Werdegang
Baxter startete bei den Junioren-Weltmeisterschaften 2002 in Schonach erstmals bei einem internationalen Wettkampf. Danach nahm er mehrere Jahre mit mäßigem Erfolg an Continental Cups (COC) und weiteren Junioren-Weltmeisterschaften teil. Im Sommer 2005 qualifizierte er sich für mehrere Springen des Sommer Grand Prix, konnte dort jedoch nie den zweiten Durchgang erreichen. Im Winter 2005/06 versuchte er mehrfach vergeblich, sich für Weltcup-Springen zu qualifizieren. Am 29. Januar 2006 gelang ihm in Zakopane jedoch erstmals die Qualifikation und er belegte den 44. Platz des Wettbewerbes. Eine Woche später erkämpfte er mit dem zehnten Rang in Kranj sein bestes Ergebnis bei Juniorenweltmeisterschaften. Darauf trat er bei den Olympischen Winterspielen 2006 in Turin an, wo er in den beiden Einzelwettbewerben am Qualifikationsdurchgang scheiterte. Das Kanadische Team, dem er angehörte, belegte den 15. Platz. Im Sommer 2006 trat er sowohl bei COC-Springen und beim Grand Prix an. Im Winter 2006/07 startete er bei mehreren Continental Cups, wo er zumeist um den Einzug in den zweiten Durchgang kämpfte. Im Februar 2007 nahm er an der Nordischen Skiweltmeisterschaft 2007 in Sapporo teil, wo er von der Großschanze den 42. Platz belegte und mit dem Team 12. wurde. Beim Sommer Grand Prix 2007 konnte er mit zwei 16. Plätzen in Hakuba erstmals Punkte in einer erstklassigen Sprungserie sammeln. Im Winter 2007/08 trat er wieder im COC an, wobei ein 15. Platz sein bestes Saisonresultat wurde. Nachdem er im August 2008 an der Qualifikation für mehrere Grand Prix-Springen gescheitert war, hatte er im September 2008 einen Verkehrsunfall mit einem Offroad-Fahrzeug, wobei sein Knöchel stark verletzt wurde. Aufgrund des Unfalls musste er anschließend seine Karriere beenden.